# East Camden (Caroline du Sud)
Pour les articles homonymes, voir East Camden.
East Camden est une census-designated place située dans le comté de Kershaw, dans l’État de Caroline du Sud, aux États-Unis. Lors du recensement de 2020, elle comptait 3 215 habitants.